# 楼兰美女

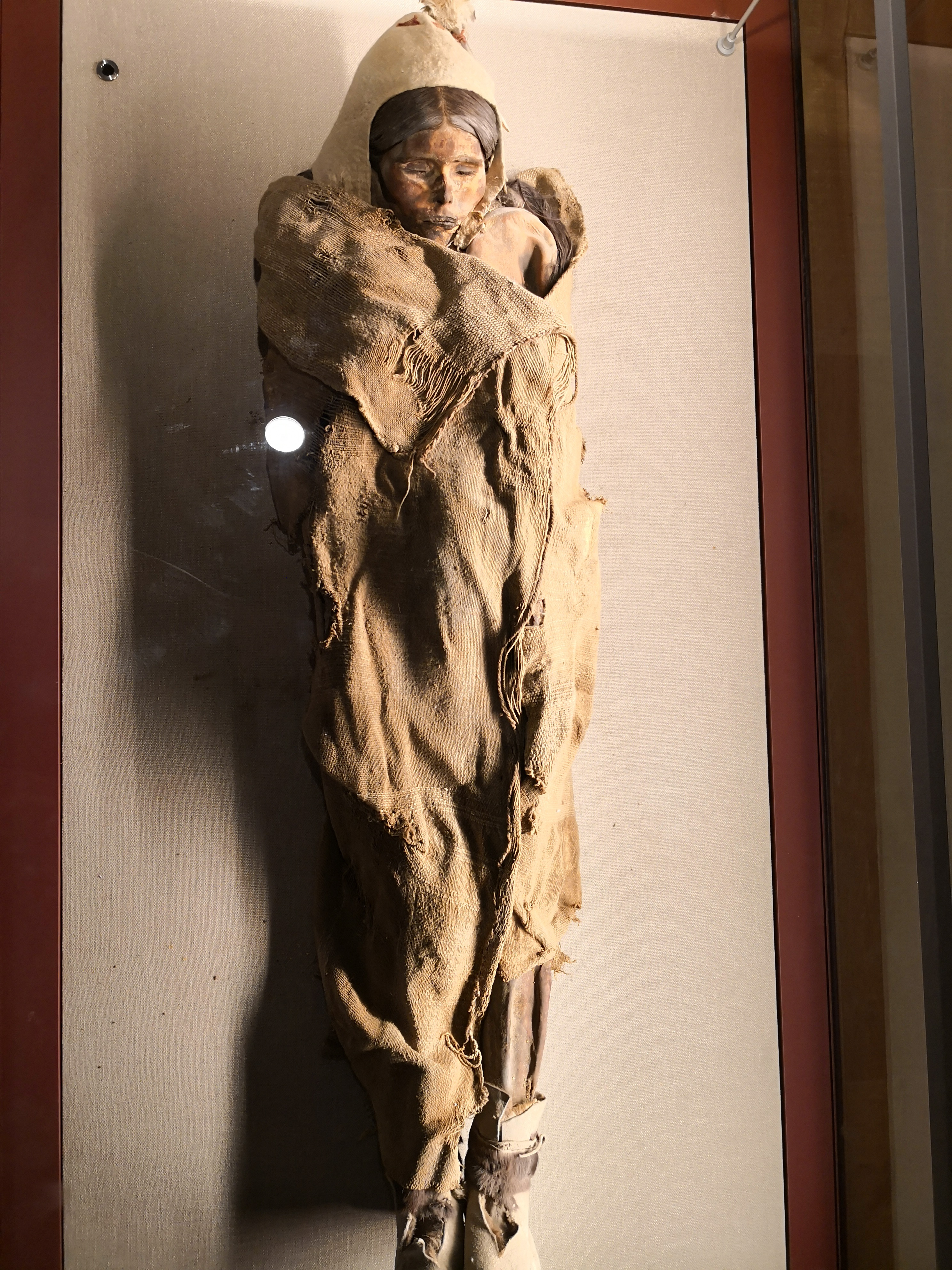
楼兰女尸于楼兰博物馆

楼兰美女，又称楼兰長女，是1980年4月1日在新疆罗布泊北部铁板河下部三角洲邊铁板河墓地（太阳墓地）出土的青铜时代女性乾屍。樓蘭女屍為新疆博物馆所有，生前的生活時間約於西元前1900年－1800年之間。因楼兰女尸到日本巡展引起轰动，日本人为她做了复原头像，生前容貌甚為美麗，从此“楼兰美女”的称谓流传开来。
依碳-14測定的結果，樓蘭美女的生存年代約為西元前1900年－1800年之間，死后遺體乾燥黑色化，死亡年龄介於40岁－45岁之間，生前身高约155.8厘米，血型為O型。目前重10.7公斤。为高印欧巴人种。樓蘭女尸出土時身着粗质毛织物和羊皮，足蹬粗线缝制的毛皮靴。
1980年8月4日，日本放映NHK放送特集《丝绸之路 第5集 挖掘楼兰王国》（シルクロード 第5回「楼蘭王国を掘る」），日本畵家山本耀也爲她模擬製作生前頭像。
目前樓蘭女屍存放於新疆维吾尔自治区若羌县的楼兰博物馆。

## 相关
- 巴人
- 楼兰
- 楼兰故城遗址
- 小河公主
- 營盤美男
- 且末男屍
- 太阳墓地
- 新疆维吾尔自治区博物馆
- 辛追

## 外部連結
- 新疆维吾尔自治区博物馆 （页面存档备份，存于）
- 3800歲樓蘭美女將在新疆文物大展亮相 （页面存档备份，存于）
- 千年一夢是樓蘭：3800年的血緣之謎 - 文匯資訊
- 楼兰美女3800年面容之下的血缘之谜 （页面存档备份，存于）北方新闻网2014-06-23
- 相似率可达90%以上 专家复原出古楼兰美女原貌 （页面存档备份，存于）人民网2004年5月31日
- 木乃伊复原出“楼兰美女” （页面存档备份，存于）

## 文献
- 王志艳, 《我的第一本探索书：文明解密》（Esphere Media（美国艾思传媒）、2012）ISBN 9787201073675
- 胡笳, 钟习政, 《新疆密码》（五洲传播出版社、2007）ISBN 9787508511566